# Grumman HU-16 Albatross
Grumman HU-16 Albatross – amerykańska wielozadaniowa łódź latająca opracowana w połowie lat 40. XX wieku przez przedsiębiorstwo Grumman, wykorzystywana głównie do zadań  poszukiwawczo-ratunkowych.

## Historia
W 1944 roku projekt samolotu został przedstawiony US Navy, a 24 października 1947 roku odbył się oblot pierwszego prototypu. Samolot został przyjęty do służby w marynarce wojennej pod oznaczeniem UF-1, a niedługo później także w US Air Force, gdzie otrzymał oznaczenie SA-16. Albatrossy wzięły udział w wojnie koreańskiej a następnie wietnamskiej. W 1962 roku oznaczenie samolotów zmieniono na HU-16.
Poza US Navy i US Air Force, samoloty wykorzystywane były przez US Coast Guard oraz formacje wojskowe ponad 20 krajów świata, m.in. Royal Canadian Air Force. Wyprodukowanych zostało 466 egzemplarzy samolotu, w tym dwa prototypy.
HU-16 Albatross był dwusilnikowym górnopłatem. Załogę samolotu stanowiły cztery osoby. Dodatkowo Albatross mógł przewozić 10 pasażerów, nosze bądź do 2300 kg ładunku. Pod skrzydłami samolotu znajdowały się zaczepy pozwalające na przenoszenie uzbrojenia lub dodatkowych zbiorników paliwa.